# Château de Pampelonne
Le château de Pampelonne est un château situé sur la commune de Saint-Martin-sur-Lavezon, dans le département de l'Ardèche, en France.

## Localisation
L'édifice est isolé dans un environnement forestier au sud-Ouest du sommet de Berguise, entre les hameaux de Saint-Martin-le-Supérieur et Saint-Martin-l'Inférieur.

## Historique
L'édifice est inscrit partiellement au titre des monuments historiques par arrêté du 22 décembre 1981.